# Propin
A propin (metilacetilén) az alkinek közé tartozó telítetlen szénhidrogén, kémiai képlete CH3C≡CH. Az acetilénnel szemben biztonságosan cseppfolyósítható.

## Előállítása és egyensúlya a propadiénnel
A propin a propadiénnel egyensúlyban van, a propin és propadién keverékét MAPD-nek is nevezik:
H3CC≡CH  ⇌  H2C=C=CH2
Az egyensúlyi állandó (Keq) értéke 270 °C-on 0,22, 5 °C-on pedig 0,1.
A MAPD (gyakran nemkívánatos) melléktermékként keletkezik a propán propénné történő krakkolásakor – utóbbi fontos vegyipari alapanyag. A MAPD károsan befolyásolja a propén katalitikus polimerizációját.

### Laboratóriumi módszerek
Laboratóriumi léptékben 1-propanol, allil-alkohol vagy aceton gőzeinek magnézium felett történő redukciójával is előállítható.

## Szerves kémia
A szerves kémiai szintézisekben jól használható három szénatomos építőelem. n-butillítiummal deprotonálva propinillítium nyerhető, mely nukleofil reagensként karbonilokra addícionálva alkoholokat és észtereket ad.
2-butinnal együtt alkilezett hidrokinonok előállításához is használják az E-vitamin totálszintézisében.
Az alkin proton kémiai eltolódása rendszerint ugyanabba a tartományba esik az 1H-NMR spektrumban, mint a propargil protonoké. A propin esetében e két jel szinte majdnem pontosan egybeesik, így ezek átfedése miatt a propin deuterokloroformban, 300 MHz-es készüléken felvett 1H-NMR spektrumában csak egy éles szingulett látható 1,8 ppm-nél.

## Fordítás
Ez a szócikk részben vagy egészben  a   Propyne című angol Wikipédia-szócikk ezen változatának fordításán alapul.  Az eredeti cikk szerkesztőit annak laptörténete sorolja fel. Ez a jelzés csupán a megfogalmazás eredetét és a szerzői jogokat jelzi, nem szolgál a cikkben szereplő információk forrásmegjelöléseként.

## További olvasnivalók
- NIST Chemistry WebBook page for propyne
- German Aerospace Center
- Nova Chemicals
- CDC - NIOSH Pocket Guide to Chemical Hazards